# Blek Giek
Blek Giek è un film del 2001 diretto da Enrico Caria.

## Trama
Il film inizia con le esequie di Albino, un giovane tossicodipendente creduto morto a seguito del suo vizio. Mentre il prete recita l'omelia, il giovane senza che nessuno riesca a spiegarsi come, si risveglia alquanto frastornato ma come se niente fosse lasciando basiti gli astanti. Nel frattempo Walter e Scellone, due fratelli nonché pusher di eroina del circondario, tentano una rapina ad una farmacia ma senza successo in quanto Scellone accusa i segni di un attacco cardiaco e solo l'intervento del farmacista gli sarà salvifico; finirà comunque ferito ugualmente. Rincasati da Scellone, Walter decide di smettere con le rapine con dispiacere del fratello e riporta a casa i suoi fucili identici se non che quello con disegnato un asso di bastoni è difettoso e potrebbe anche esplodere se usato.
Finita la diatriba arriva Ragno, un cliente di Scellone in preda ad una spiccata voglia di una dose dato che erano tre giorni che non si faceva. Il pusher gli dice di non avere eroina disponibile ma di avere in esclusiva una potente droga chimica chiamata Black Jack, una polvere nera che mischiata con la soluzione fisiologica usata per l'eroina e sparata in una narice con una siringa senza ago, produce gli effetti di una vera e propria morte apparente come successo ad Albino quando creduto morto e a Gigino che tuttora giace morto apparente in un ripostiglio dove anche Ragno viene invitato a provare la sensazione. Scellone chiude dall'esterno lo stanzino e Ragno con fare intrepido prepara la dose ma prima di assumerla decide di pulirsi le narici e di appoggiare la siringa sul petto nudo di Gigino che però si sveglia e in parte assume lui la sostanza e in parte se la versa sul petto.
Ragno imbestialito gli appoggia un cuscino in faccia e teme poi di averlo ucciso mentre invece la droga ha ripreso a fare effetto. Scellone decide di sottoporsi ad una visita medica dal Dr. Flaminio Gaeta, un dentista cui si rivolgono persone poco raccomandabili come Focanera, un malavitoso che vuol cambiare timbro di voce a causa di intercettazioni telefoniche che lo incastrano e che odia Scellone. Dalla visita emerge una gravissima insufficienza valvolare che solo una sostituzione può salvare da un incombente esito infausto, il Prof. Ferrante è un luminare in materia ed essendo amico di Flaminio verrà ad operare nella sua sala operatoria per £ 56 milioni, unico inconveniente è trovare un donatore cadavere da cui espiantare il cuore. Arrivato a casa trova Ragno in preda al panico credendo di aver ucciso il suo amico, Scellone entusiasta della cosa lo liquida e lo manda a casa e fa iniziare i preparativi dell'intervento.
Allo studio di Flaminio dopo la pre-anestesia arriva il professore con un'anestesista sua amante nonché ex fidanzata di Flaminio che accoglie con disappunto questa novità. Ferrante non capisce però chi sia il donatore e chi il ricevente allorché Gigino si risveglia e viene scambiato per quest'ultimo ed anestetizzato con una massiccia dose di morfina con grande sua soddisfazione se non che per poco non viene trattato Scellone come donatore. Flaminio in un raptus di gelosia uccide Ferrante annullando l'intervento quindi sia lui che la sua ex amante vengono malmenati da Scellone una volta sveglio. Dopodiché entra Focanera assoldato da Gaeta per ucciderlo ed impadronirsi del denaro in cambio di una chirurgia plastica per lui e la moglie alquanto sovrappeso. Inizia allora una sparatoria in cui tutti fuorché Gigino e la ragazza restano gravemente feriti ed in fin di vita. Inutile per Scellone cercare di convincere la ragazza, usare un citofono difettoso, mandare Gigino risvegliato in cerca del fratello Walter in quanto si ferma a bere al bar con Albino.
Ragno intanto sogna di provare il Black Jack ma non ci riesce e viene anche truffato con del sapone in scaglie vendutogli come una droga ancora più potente e cerca Walter per avere una dose. Lo trova e, approfittando di un litigio tra costui e la moglie, sostituisce il contenuto della scatola di eroina lì presente con quello della confezione di latte in polvere della figlia neonata di Walter, dalla mamma ritenuto ormai scaduto. Tanto che ha mandato il marito in farmacia a prendere un altro tipo di latte. Dopo una telefonata con un'amica la signora si rassicura e prova a dare quel "latte" alla bambina, nonostante Ragno cerchi di impedirlo. Ma in quel momento rientra il marito che, contrariato, fa cadere il biberon per terra e butta la confezione di latte (che però contiene eroina) dalla finestra. Basta latte: e dà alla moglie degli omogeneizzati alla pera. Dopo aver comprato, a causa del suo stesso imbroglio, una dose di "latte in polvere" Ragno va via e incontra per le scale due poliziotti. Sono lì per denunce di schiamazzi notturni. Ma la signora protesta che arrivano in pieno giorno. Uno dei due, però, trova in una stanza la confezione sospetta di eroina e chiama l'altro che arriva con un costernato Walter. All'assaggio il poliziotto capisce che si tratta di latte in polvere. Walter, sollevato, evita l'arresto per spaccio, ma al tempo stesso si rende conto della fregatura che gli voleva rifilare Ragno. Imbestialito, imbraccia il fucile difettoso e parte alla sua ricerca. Lo  trova con Gigino ed esplode un colpo che però sarà fatale per lui stesso. Gigino suggerisce a Ragno di recarsi da Gaeta e vendere entrambi un rene per iniziare un'attività di spaccio e arrivati sotto il palazzo suscitano l'attenzione di Scellone morente che cercando di chiamarli cade dal balcone e finisce trafitto dai coltelli di un arrotino di passaggio.
I due s'impossessano della chiave del Black Jack e si recano a casa sua impossessandosene. Albino, Ragno e Gigino decidono di spartirsi il bottino ugualmente e di farsi su una barca rubata in mezzo al mare così che nessuno possa scappare con lo stupefacente. I tre vagano per giorni e notti fino a risvegliarsi nell'Oceano Atlantico. Gettata l'ancora con il sacco di black jack attaccato, si accorgono di averlo perso per sempre, i pesci stessi risultano subire l'effetto della morte apparente e vengono pescati risvegliandosi poi al momento dell'acquisto o del consumo dando luogo a scene ambigue, tragiche ed esilaranti. I tre tossici vengono soccorsi da un'imbarcazione italiana diretta in Terra del Fuoco e di ritorno in Italia fra tre mesi, i tre però dovranno lavorare duramente non essendo possibile trasportarli come passeggeri.